# Volo Red Wings Airlines 9268
Il volo Red Wings Airlines 9268 è stato un volo di riposizionamento di un Tupolev Tu-204 dall'aeroporto di Pardubice, in Repubblica Ceca, all'aeroporto di Mosca-Vnukovo, in Russia, avvenuto il 29 dicembre 2012. Il velivolo si schiantò in fase di atterraggio all'aeroporto di Mosca. Non c'erano passeggeri a bordo, ma 5 degli 8 membri dell'equipaggio rimasero uccisi quando l'aereo finì in un fosso dopo aver urtato alcune strutture della vicina autostrada durante l'uscita di pista.
L'incidente ha segnato la seconda perdita di un Tupolev Tu-204, nonché il primo incidente mortale del tipo dalla sua introduzione nel 1989.

## Aereo ed equipaggio
Il velivolo, un Tupolev Tu-204-100V (reg RA-64047, c/n 1450743164047, s/n 047) era stato costruito nel 2008. La cellula aveva accumulato 8.672 ore di volo in 2.482 cicli, mentre il comandante, Gennady Dmitrievich Shmelev, 58 anni, aveva più di 14.500 ore di esperienza di volo totale, di cui più di 3.000 sul Tu-204. Il primo ufficiale, Evgeny Ivanovich Astashenkov, 52 anni, aveva più di 10.000 ore di volo, di cui oltre 500 sul Tu-204. Anche l'ingegnere di volo, Igor Nikolaevich Fisenko, 54 anni, aveva più di 10.000 ore di volo, di cui quasi 1.600 sul Tu-204. L'incidente è stata la prima perdita di un aereo per la Red Wings Airlines dalla sua fondazione nel 1999.

## L'incidente
L'avvicinamento venne effettuato alla pista 19 dell'aeroporto di Vnukovo, lunga 10 039 piedi (3 060 m). Il comandante aveva il controllo dell'aereo durante tale fase di volo, che venne eseguito senza deviazioni significative dal sentiero di discesa e l'aereo passò sopra l'inizio della pista a un'altezza di 49 piedi (15 m) e a una velocità di 140 nodi (260 km/h). Cinque secondi dopo che la manetta era stata riportata al minimo, l'aereo toccò terra, tra i 900 e i 1.000 metri lungo la pista, a una velocità di 120 nodi (220 km/h). Al momento dell'atterraggio, solo il carrello laterale sinistro era in contatto con la pista. Durante l'atterraggio, le raffiche di vento sul lato destro avevano raggiunto gli 22,4 nodi (41,5 km/h). Trascorsero circa 10 secondi dal momento in cui era stato superato il punto di altitudine di 13 piedi (4,0 m) e il touchdown. Tre secondi dopo l'atterraggio, il carrello anteriore toccò terra. Quasi contemporaneamente all'atterraggio del carrello anteriore, l'equipaggio attivò gli inversori di spinta e applicò la massima frenata.
Come caratteristica di sicurezza, entrambi i carrelli d'atterraggio principali dovevano trovarsi a terra simultaneamente prima che gli inversori di spinta potessero dispiegarsi. Poiché ciò non era avvenuto per il carrello d'atterraggio destro, gli inversori non si attivarono mai e il passaggio delle manette alla posizione di massima inversione causò un aumento della spinta in avanti di entrambi i motori. Oltre alla mancanza di spinta inversa, gli aerofreni e gli spoiler non si erano attivati automaticamente e l'equipaggio non aveva tentato di attivarli manualmente. La velocità minima raggiunta dall'aereo, 7-8 secondi dopo l'atterraggio, fu di 200-205 chilometri orari (108-111 kn), dopodiché iniziò ad aumentare fino a un massimo di 240 chilometri orari (130 kn). Tale aumento, insieme al rollio dell'aereo da un lato all'altro, compresse alternativamente i montanti del carrello d'atterraggio destro e sinistro. L'equipaggio tentò di attivare gli inversori una seconda volta, ma il tentativo non andò a buon fine. Anche i freni meccanici delle ruote si rivelarono inefficaci, poiché anch'essi richiedevano che le ruote fossero a terra per funzionare correttamente.
L'aereo uscì di pista 32 secondi dopo l'atterraggio a una velocità di circa 116 nodi (215 km/h). Durante lo sbandamento, su comando del comandante, l'ingegnere di volo spense i motori tramite lo spegnimento di emergenza. L'aereo continuò fuori dalla pista, decelerando lentamente a causa dei dossi stradali e del manto nevoso. A questo punto, entrambi i montanti del carrello d'atterraggio erano a terra, il che portò all'attivazione degli aerofreni e degli spoiler. Il Tu-204 colpì un cumulo di neve a una velocità di circa 100 nodi (190 km/h).
Alle 16:35 ora locale (12:35 GMT), l'aereo superò la pista 19, dividendosi in tre sezioni e finendo in un fossato tra la recinzione dell'aeroporto e l'autostrada M3, con parti che si dispersero sulla strada; tra queste, alcune colpirono la parte inferiore della struttura del sistema di illuminazione di avvicinamento alla pista e un'automobile. L'incidente venne ripreso da una videocamera montata su un'altra automobile. La sezione della cabina di pilotaggio dell'aereo si staccò dal resto della cellula.
Secondo il rapporto ufficiale, l'equipaggio della cabina di pilotaggio, composto da comandante, primo ufficiale e ingegnere di volo, rimase ucciso nell'impatto. Una delle assistenti di volo venne espulsa dall'aereo finendo su una strada adiacente; il decesso venne confermato da un'ambulanza che la stava trasportando in ospedale. Tre degli altri assistenti di volo, compreso il capo assistente di volo, riuscirono a uscire dall'aereo attraverso le fessure della fusoliera e furono trasportati in ospedale in gravi condizioni. L'altra assistente di volo venne estratta dal relitto dai primi soccorritori e trasportata in ospedale, dove morì poi per le ferite riportate.

## Le indagini
Secondo il rapporto finale, l'incidente era stato causato da un'errata regolazione delle unità di controllo degli inversori di spinta di entrambi i motori e da un controllo non corretto (non conforme al manuale di volo dell'aereo) degli spoiler al suolo e dell'inversione di spinta da parte dell'equipaggio durante la rullata di atterraggio, che aveva impedito una corretta azione frenante, causando l'escursione della pista e la collisione con gli ostacoli ad alta velocità (circa 190 km/h), la distruzione dell'aereo e la morte dei membri dell'equipaggio.
Contribuirono all'incidente:
1. La rigidità del meccanismo di controllo e blocco dell'inversione di spinta che può manifestarsi solo in caso di controllo improprio dell'inversione di spinta da parte dell'equipaggio e che non era menzionata nella sezione del manuale di manutenzione relativa alle regolazioni dopo la sostituzione del motore.
2. Contraddizioni tra i manuali di manutenzione dell'aeromobile e del motore e un atteggiamento di continua negligenza nei confronti dei controlli e delle regolazioni del sistema di controllo del motore (compreso il meccanismo di controllo e blocco dell'inversore) da parte delle organizzazioni responsabili della sostituzione del motore, che rendevano impossibile per gli sviluppatori dell'aeromobile e del motore ricevere feedback e correggere i difetti.
3. Un avvicinamento non stabilizzato con velocità significativamente eccessiva in finale, con conseguente flare prolungato e touchdown a 950 m dal punto designato.
4. Il mancato dispiegamento automatico di spoiler e aerofreni a causa dell'assenza del segnale simultaneo di Weight-On-Wheels ("peso sulle ruote") di entrambi i carrelli principali, causato da un touchdown iniziale "morbido" della ruota sinistra (1,12g) in condizioni estreme di vento laterale destro di 11,5 m/s.
5. La mancata verifica da parte dell'equipaggio di volo del dispiegamento automatico degli spoiler e dei freni di velocità dopo l'atterraggio e del loro dispiegamento manuale.
6. La violazione del manuale di volo per quanto riguarda l'uso della spinta inversa da parte dell'equipaggio che aveva applicato la massima inversione in un "singolo input" senza impostare la leva in posizione intermedia e senza verificare il dispiegamento degli inversori, che a sua volta ha portato ad un aumento della spinta in avanti a causa del suddetto difetto del meccanismo di controllo e blocco della spinta inversa.
7. L'assenza del segnale simultaneo del peso sulle ruote per entrambi i montanti del carrello principale durante l'intero rollio di atterraggio, a causa del design specifico dei sensori (non si era verificato alcun guasto ai sensori in quanto il carico di ciascun montante deve superare le 5,5 t) e della mancata estensione manuale degli spoiler da parte dell'equipaggio, che ha impedito il dispiegamento degli inversori.
8. Una gestione insoddisfacente dell'equipaggio da parte del comandante durante l'intero volo, con conseguente instabilità dell'avvicinamento e concentrazione, durante il rollio di atterraggio, sull'inversione di spinta, lasciando incustoditi gli altri sistemi.
9. La mancata attuazione tempestiva di misure preventive dopo l'incidente del 20.12.2012 del Tu-204 RA-64049 di Red Wings all'aeroporto di Tolmachevo.[9]
10. Un livello di gestione insoddisfacente e procedure di sicurezza insufficienti all'interno della compagnia aerea, nonché un atteggiamento negligente da parte dei piloti-istruttori assegnati nei confronti dei controlli di professionalità dei comandanti e assenza di un'adeguata ispezione dei controlli di professionalità, che a loro volta hanno reso impossibile determinare ed eliminare le carenze sistematiche di pilotaggio dei comandanti per quanto riguarda il superamento della velocità di avvicinamento in finale, nonché la tecnica di attivazione degli inversori di spinta dopo il touchdown.
11. L'assenza di un programma di addestramento periodico relativo alle procedure standard in caso di guasti ai sensori del peso sulle ruote con conseguente mancato dispiegamento di spoiler e speedbrake. I simulatori esistenti non sono in grado di modellare questo tipo di situazione.